# Zrinska
Zrinska is een plaats in de gemeente Veliki Grđevac in de Kroatische provincie Bjelovar-Bilogora. De plaats telt 153 inwoners (2001).